# Zhang Junfeng
Chang Chun-Feng (Wade-Giles, o Zhang Junfeng Pinyin (張俊峰; 1902 – 1974) è stato un artista marziale cinese.
Maestro famoso di arti marziali cinesi specializzato in Neijia di Baguazhang, Xingyiquan e Taijiquan.
Zhang Junfeng nacque nel 1902 in Shandong. All'età di nove anni si trasferì a Tianjin dove fece apprendistato nella compravendita di frutta. All'età di 16 anni egli iniziò ad interessarsi nelle arti marziali. Egli studiò con Gao Yisheng (高義盛, Wade-Giles: Kao I-Sheng) che gli insegnò Baguazhang (八卦掌).
Chang studiò arti marziali in Tianjin dal 1920 fino alla sua dipartita nel 1948. Durante questo periodo Tianjin fremeva di attività marziali e ciò permise a Zhang di studiare anche Xingyiquan (形意拳) nominalmente con Li Cunyi (李存義, Wade-Giles: Li Tsun-I) ma effettivamente con il figlio di quest'ultimo Li Bintang, infatti Li Cunyi era troppo anziano. Inoltre Zhang apprese lo stile di Hao Wei-chen di Taijiquan (太极拳).  In questa città Zhang divenne anche seguace di I-Kuan Tao (Yi Guan Dao).
Quando Zhang ebbe circa 36 anni insegnò in Tianjin e poi divenne il direttore dell'Associazione di Arti Marziali della città di Tianjin.
Nel 1948, Zhang si rifugiò a Taiwan a causa del rapido deterioramento della situazione politica nella Cina continentale. A causa di ciò Zhang ebbe delle difficoltà finanziarie sull'isola e si mantenne insegnando Wushu. Egli insegnava nella parte nord della città di Taibei vicino alla Round Mountain
Il primo gruppo di studenti che si raccolsero intorno a lui nella zona della Round Mountain includeva i tre fratelli Hong: Hong Yixiang (洪懿祥, Wade-Giles: Hung I-Hsiang), Hong Yiwen (洪懿文) and Hong Yimian (洪懿棉).
Nel 1949 è tra i primi membri della KFROC
Circa nel 1950, Zhang iniziò ad insegnare arti marziali cinesi a tempo pieno. Egli istituì delle classi attorno a Taibei ed allo stesso tempo egli fondò la scuola di arti marziali I Tzung (易宗, Hanyu Pinyin: Yi Zong). Quando Zhang iniziò ad insegnare pubblicamente venne criticato dai Cinesi perché insegnava ai Taiwanesi.
Zhang era molto amico di Wang Shujin (王树金, Wade-Giles: Wang Shu-Chin), con cui condivideva la stessa religione, l'I-Kuan Tao. Wang e Zhang praticarono spesso insieme portando avanti delle ricerche su Baguazhang e Xingyiquan.
Alla fine degli anni 50', dopo aver fatto una dimostrazione nel Palazzo Presidenziale, egli fu invitato dal presidente Chiang Kai-shek (蔣介石) ad insegnargli arti marziali interne e Qigong.  In poco tempo egli fu invitato ad insegnare allo staff presso il Palazzo Presidenziale, al Quartier Generale dell'Aeronautica, al Quartier Generale della Polizia, all'Ufficio Centrale di Investigazione e ai servizi segreti. Nel 1961 egli iniziò a preparare gli ufficiali nel Dipartimento della Difesa ed insegnò a numerosi famosi Generali.
Il suo programma di allenamento include Xingyiquan, Baguazhang, Wushi (Haoshi) Taijiquan, Qigong e armi.  Generalmente ai suoi studenti era richiesto di iniziare lo studio dello Xingyiquan, poi passare al Baguazhang ed alla fine il Taijiquan
Zhang aveva una profonda conoscenza di Ortopedia, Medicina Tradizionale Cinese ed erboristeria Cinese per la cura dei traumi.
Zhang Junfeng morì il sedicesimo giorno del quinto mese lunare nel 1974 ed al suo funerale c'erano più di 3000 persone, molte delle quali degli alti ranghi degli uffici governativi.